# یاکوزا (بازی ویدئویی)
یاکوزا (انگلیسی: Yakuza) یک بازی ویدئویی در سبک بازی اکشن-ماجراجویی است که توسط سگا و در سال ۲۰۰۵ و در پلت‌فرم‌های پلی‌استیشن ۲، پلی‌استیشن ۳، و وی یو منتشر شده‌است.